# Агульяс (банка)

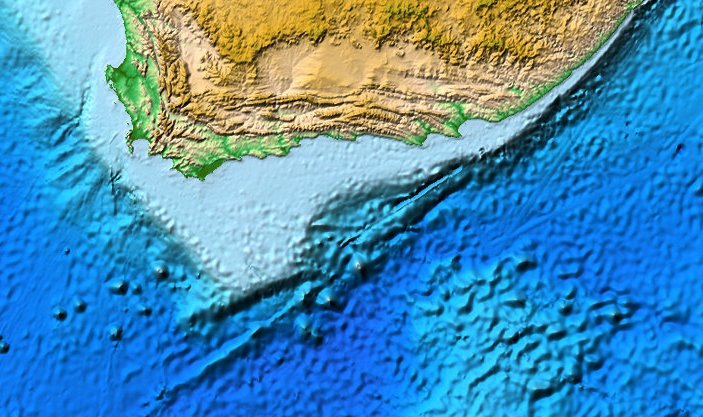
Банка Агульяс

34°42′33.1″ пд. ш. 22°28′12.4″ сх. д. / 34.709194° пд. ш. 22.470111° сх. д.
Банка Агульяс — широка, мілководна частина африканського континентального шельфу, що простягається до 250 км на південь від мису Агульяс, перш ніж переходить у абісальну рівнину.
Це океанський регіон, де зустрічаються теплі води Індійського океану та холодні води Атлантичного океану. Ця конвергенція призводить до ускладнення навігації, що призводить до численних аварій кораблів в акваторії протягом багатьох років. Але також збільшує кругообіг поживних речовин для морських мешканців, що робить його одним з найкращих риболовецьких угідь у Південній Африці.

## Характеристики
Банка Агульяс простягається приблизно на 800 км уздовж узбережжя Африки від Капського півострова (18°E) до Порт-Альфред (26°E) і до 250 км від узбережжя. Берег спускається відносно круто від узбережжя до глибини приблизно 50 м і досягає 200 м), перш ніж круто опуститися на 1000 м на його південному краї Шельф займає площу 116 000 км² із середньою глибиною трохи більше 100 м. Він повністю знаходиться в ексклюзивній економічній зоні Південної Африки.
Національна комісія просторового біорізноманіття 2004 р. визнала 34 біозони, у складі 9 біорегіонів. Національна оцінка біорізноманіття 2011 замінила ці екозони та біозони термінами екорегіони та екозони. У 2011 році екорегіон Агульяс розділено на чотири окремі екозони: берег Агульяс, внутрішній шельф Агульяс, зовнішній шельф Агульяс та край шельфу Агульяс. На березі Агульяс було виявлено 33 різноманітних типи бентальних середовищ існування.
Уздовж узбережжя екорегіону Агульяс є десятки теплих помірних рифів, що простягаються до глибин 5–30 м. Багато скелястих припливних рифів мають еоліанітове або пісковикове походження, але також є гранітні, кварцитні та алевролітові рифи. Рифи Агульяс дуже неоднорідні та містять декілька можливих різних підтипів. Деякі рифи знаходяться в заповідних зонах, але лише деякі з цих заповідних територій мають захист від риболовлі.

## Океанографія
Банка Агульяс є природною межею між океанічними течіями з Атлантичного океану, Індійського океану та Південного океану, в результаті чого утворюється одна з найбурхливіших акваторій світового океану.

## Геологія
Найдавніші гірські породи, знайдені вздовж узбережжя банки Агульяс, — евгеосинклінальні відкладення завтовшки до 3 км групи Каайманс, відкладені під час континентального рифтінгу приблизно 900 мільйонів років тому. Прото-Південна Атлантика закрилася під час сальданського орогенезу, утворюючи частину суперконтиненту Гондвана (700—600 млн років тому). Під час цього періоду були утворені Капські граніти та групи Каайманс що зазнали метаморфізму. Формування головного басейну в Капській провінції розпочалось 570 млн років тому і тривало протягом 200 млн років. Група Столової гори має завтовшки 4 км, а ерозійна невідповідність, що позначає її основу, складається як з наземних, так і з морських відкладень. Синкліналі уздовж узбережжя на півдні Капської групи є відкладенням групи Бокквельда
Гірські породи Капського складчастого поясу (CFB) і басейн Кару відкладено 450 млн років тому; Капська супергрупа 450—300 млн років тому під час серії циклів трансгресії-регресії. Панафриканські насуви відновлено 270—215 млн років тому, утворюючи Капські гори, що тоді були частиною безперервного складчастого поясу, що утворився під час Гондванідського орогенезу разом із Сьєрра-де-ла-Вентана (Аргентина), горами Пенсакола (Східна Антарктика) та горами Елсворт (Західна Антарктида). У пізньому карбоні і на початку юри Супергрупу Кару депоновано в басейні Кару на північ від Капських гір, і охоплювала майже дві третини сучасної Південної Африки.

### Руйнація Гондвани
Базальтові лави зазнали вивержені 183 млн років тому та утворили трапову формацію Кару; вулканізм, спричинений гарячою точкою Буве, пов'язаний з розпадом Гондвани. Точка Буве була розташована на терені сучасної Південної Африки або поблизу неї від пізнього тріасу 220 млн років тому і до розколу Африки та Антарктиди 120 млн років тому. Гаряча точка Буве прямувала на південний схід африканського континенту, від південноафрикансько-мозамбіцького кордону на схід від зони AFFZ до острова Буве/трійника Буве у південній Атлантиці. 100 млн років тому, регіон, де знаходився трійник, пройшов над гарячою точкою, що призвело до безперервного виверження, яке тривало близько 94 млн років, та спредінгу морського дна, який все ще відокремлює Антарктиду, Африку та Південну Америку
Зона розломів Агульяс-Фолкленд (англ. Agulhas-Falkland Fracture Zone, AFFZ) простягається на 1200 км через Південну Атлантику. Це одна з найбільших зон розломів на Землі. Він розвинувся під час раннього крейдяного періоду, коли Західна Гондвана (Південна Америка) відокремилась від Африки. AFFZ характеризується яскраво вираженою топографічною аномалією — хребет Агульяс (41°S,16°E-43°S,9°E), який піднімається понад на 2 км над навколишнім дном моря. Єдиними еквівалентами за розмірами є сусідній хребет Діаз та Фолклендський ескарп. Хребет Агульяс унікальний тим, що він не утворився під час розпаду континенту у крейдовий період і тому, що він відокремлює океанічні кори різного віку, а не океанічну кору (товщиною ~ 14 км) від континентальної кори (товщина 25 км)
На північ від AFFZ знаходиться басейн Утеніква, який є складною системою суббасейнів, відокремлених один від одного розломами та арками фундаменту; на півночі є кілька менших суббасейнів, обмежених розломами (Бредасдорп, Інфанта, Плетмос, Гамтус та Алгоа) та помітно глибший підбасейн на півдні — басейн Південної Утеніква. Осадове заповнення цих басейнів відбувалось у міру того, як північний край Фолклендського нагір'я відокремлювався від південноафриканської південної окраїни під час ранньої крейди.
Крайовий хребет Діас (англ. Diaz Marginal Ridge, DMR) відокремлює ці басейни від AFFZ. DMR похований під шаром осаду і осадових порід завтовшки 200—250 м, з них 150—200 м — крейдяні відклади, молодші за найдавніші крейдяні осадові породи у Південному басейні Утеніква. Тому DMR, мабуть, сформувався після початкового розпаду Західної Гондвани 130-90 млн років тому — утворився, коли нова, гаряча океанічна кора ковзала повз стару, холодну континентальну кору, і контраст температур викликав тепловий підйом
Коли Західна Гондвана відкололася від Африки приблизно 125 млн років тому, південноатлантичне морське дно, що утворилося між ними, і магнітні аномалії на північ від AFFZ відображають фази спредінгу морського дна. На південь від AFFZ можна знайти сліди того, як Фолклендське плато і банк Агульяс рухалися відносно один одного. На сучасній карті Фолклендське плато все ще можна повернути і вписати до долини Натал в Індійському океані на схід від Південної Африки. Плато Агульяс розташоване на південний схід від шельфу, відокремлене від нього проходом Агульяс (через який протікає течія Агульяс)